# Islam en Suiza
El Islam en Suiza es profesado por alrededor 350.000 personas de acuerdo al último censo realizado en el país, equivalente al 5% de la población (en 1990 eran 2,2%, en 2000, 4,3%), lo que hace que el Islam sea la tercera religión más grande en Suiza. Muchos musulmanes son provenientes de los Balcanes y Turquía.

## Mezquitas
Suiza cuenta con alrededor 160 mezquitas o espacios de oración en almacenes, garajes y centros culturales, denominadas mezquitas interiores sin minaretes. (En condiciones similares se reúnen para profesar sus credos 28.000 hindúes, 21.000 budistas, 500 sikhs.) Hasta ahora solo existen dos mezquitas con su minarete propio, la mezquita de Mahmud en Zúrich (desde 1963) y la mezquita de Petit-Saconnex en Ginebra (desde 1978).

## Minaretes
Recientemente surgió en Suiza una controversia sobre la construcción de minaretes; miembros de la Unión Democrática de Centro quieren prohibir la construcción de minaretes mediante una ley constitucional. La pelea por la edificación de un minarete musulmán en la localidad de Wangen bei Olten, después de un recurso ante el Tribunal de Administración del Cantón de Soleura en contra del permiso de construcción otorgado por el Departamento Cantonal de Obras y Justicia, llegó al Tribunal Federal de Suiza. 
La controversia empezó entonces con las discusiones sobre la construcción de minaretes en los pueblos suizos de Wangen bei Olten, Langenthal y Wil, y culminó en la propuesta de iniciativa política de prohibir legalmente la construcción de minaretes. 
Las asociaciones de musulmanes en la comuna de Wangen, cercana a Olten (Soleura), y el pueblo de Langenthal querían construir minaretes a sus mezquitas. Algunos ciudadanos y políticos se sentían provocados por estos proyectos y crearon frentes en contra de la construcción de minaretes. Las insistentes discusiones en contra de los proyectos de construcción de minaretes han sido rechazadas basándose en reglamentos urbanísticos. No obstante, el gobierno cantonal de Zúrich quería examinar una prohibición general de los minaretes. Y a nivel nacional la Unión Democrática de Centro quiere lanzar una iniciativa política para la prohibición de minaretes en Suiza; algunos juristas dijeron que si esta iniciativa fuera admitida, Suiza debería salir de la Convención Europea de Derechos Humanos.
El debate ya no solo ocupa a los sectores implicados en esas comunidades, sino que ha degenerado en un debate más amplio. Esta controversia ya atizó miedos difusos hacia lo desconocido en algunas partes de la población suiza.